# Lasiopogon slossonae
Lasiopogon slossonae là một loài ruồi trong họ Asilidae. Lasiopogon slossonae được Cole & Wilcox miêu tả năm 1938. Loài này phân bố ở vùng Tân Bắc giới.